# Marcel Niedergang
Pour les articles homonymes, voir Niedergang.
Marcel Niedergang, né le 14 septembre 1922 à Évian-les-Bains et mort le 28 décembre 2001 à Neuilly-sur-Seine,, est un journaliste et auteur de non-fiction français.

## Biographie
Marcel Niedergang est né le 14 septembre 1922 à Évian-les-Bains, France. Il a été élevé dans la foi protestante. Il a étudié l'allemand à l'université.
Marcel Niedergang commence sa carrière de journaliste à Réforme, un journal protestant, en 1949. Il rejoint Le Monde en 1952 puis travaille pour France-Soir de 1956 à 1964. De 1964 à 1975, il couvre au Monde l'actualité de la péninsule ibérique et l'Amérique latine. Il suit ainsi le président Charles De Gaulle pendant sa tournée sud-américaine de trois semaines en 1964.
De 1975 à 1996, il s'occupe des Affaires étrangères pour Le Monde. Il a traité le coup d'État chilien de 1973 et la mort de Salvador Allende.
Marcel Niedergang a écrit en 1960 Tempête sur le Congo, dont le thème est la décolonisation du Congo belge,. Le livre a reçu le prix Albert-Londres en 1961.
En 1962, il écrit Les 20 Amériques latines, best-seller réédité en 1969. Il y faisait valoir que l'Amérique du Sud a été formée de colonies espagnoles et portugaises différentes. Il a suggéré que le leadership de Fidel Castro était plus comparable à celui de Josip Broz Tito en Yougoslavie ou de Gamal Abdel Nasser en Égypte qu'à celui de Nikita Khrouchtchev en Union soviétique.
En 1962 paraît son Brésil aux éditions l'Atlas des voyages, au style précis et flamboyant. 
En 1999, Marcel Niedergang a rejoint le collectif Liberté pour l'Afghanistan, une organisation qui faisait pression pour que l'Occident cesse de tolérer les talibans et Oussama Ben Laden.
Marcel Niedergang était marié. Il a passé une partie de sa retraite au Pérou. Il est décédé le 28 décembre 2001 à Neuilly-sur-Seine